# Falsocacia nigromaculata
Falsocacia nigromaculata – gatunek chrząszcza z rodziny kózkowatych i podrodziny zgrzypikowych. Jedyny przedstawiciel rodzaju Falsocacia.

## Zasięg występowania
Gatunek ten występuje w Wietnamie.